# Asher Jordan
Asher Jordan (23 novembre 1999) è uno sciatore alpino canadese.

## Biografia
Originario di North Vancouver, fratello di Tait, a sua volta sciatore alpino, e attivo in gare FIS dal dicembre del 2015, in Nor-Am Cup Jordan ha esordito il 7 dicembre 2016 a Lake Louise in discesa libera (51º) e ha conquistato la prima vittoria, nonché primo podio, il 22 novembre 2019 a Copper Mountain in slalom speciale. Il 12 gennaio 2020 ha debuttato in Coppa del Mondo nello slalom speciale di Adelboden, che non ha completato; non ha preso parte a rassegne olimpiche o iridate.

## Palmarès

### Coppa del Mondo
- Miglior piazzamento in classifica generale: 142º nel 2023

### Nor-Am Cup
- Miglior piazzamento in classifica generale: 3º nel 2023
- Vincitore della classifica di slalom gigante nel 2023
- 14 podi:
  - 4 vittorie
  - 5 secondi posti
  - 5 terzi posti

#### Nor-Am Cup - vittorie
| Data             | Località        | Paese       | Specialità |
| ---------------- | --------------- | ----------- | ---------- |
| 22 novembre 2019 | Copper Mountain | Stati Uniti | SL         |
| 16 dicembre 2021 | Panorama        | Canada      | SL         |
| 2 marzo 2023     | Mont-Tremblant  | Canada      | SL         |
| 5 marzo 2023     | Burke Mountain  | Stati Uniti | GS         |

Legenda:

GS = slalom gigante

SL = slalom speciale

### Campionati canadesi
- 3 medaglie:
  - 2 argenti (slalom gigante, slalom speciale nel 2021)
  - 1 bronzo (slalom speciale nel 2023)